# 第4回国会
第4回国会（だい4かいこっかい）とは、1948年（昭和23年）12月1日から同年12月23日まで23日間（当初の予定は150日間）の日程で開かれた日本の国会（常会）である。

## 今国会の動き
年は全て1948年。

### 召集前
- 11月9日 - 国会召集の詔勅発出[2]。
- 11月30日 - 第3回国会が閉会[1]。

### 会期中
- 12月1日 - 召集[1]。前日閉会した第3回国会にて審議未了となっていた昭和23年度予算の補正予算案を再提出[3]。
- 12月22日 - 補正予算案が成立[4]。
- 12月23日 - 第2次吉田内閣に対する内閣不信任案が可決、衆議院解散、閉会[1]。